# Edward Tesdorpf
 Der er flere personer med dette navn, se Edward Tesdorpf (politiker).
Edward Tesdorpf (7. september 1817 i Hamborg – 2. maj 1889 på Orupgård), var en dansk landmand og gehejmekonferensråd.
Tesdorpf var storkøbmandssøn fra Hamborg, men kom til Danmark og købte i 1840 Orupgård og andre gårde på Falster og senere flere andre ejendomme, så han efterhånden ejede ti større gårde med i alt 2400 hektar. Han var en dynamisk og visionær landmand, der afviklede fæstevæsen og hoveri, var foregangsmand inden for udnyttelse af dampkraft og nye maskiner i landbrug samt dræning af områder. Han spillede en nøglerolle i dansk landbrugs omlægning fra vegetabilsk til animalsk produktion.
Han var 1860-1888 en af Landhusholdningsselskabets præsidenter. Ved hans fratrædelse som præsident udnævnte Landhusholdningsselskabet ham til æresmedlem og tildelte ham dets guldmedalje, der da ikke havde været uddelt i 36 år.
Han var æresmedlem af det kgl. engelske Landbrugsselskab. Efter hans død rejste landbrugets organisationer 1893 en statue af ham i Landbohøjskolens have; statuen er udført af Th. Stein. Den er siden flyttet til Tesdorpfsvej på Frederiksberg, der er opkaldt efter ham.
Tesdorpf blev udnævnt til etatsråd 1860, til konferensråd 1885 og til gehejmekonferensråd 1888. Han hædredes 1872 med Kommandørkorset af 2. grad af Dannebrogordenen og 1887 med 1. grad.
I 1884 etablerede han Nykøbing Falster Sukkerfabrik i Nykøbing Falster. Dette blev en stor og vigtig arbejdsplads for byen, og der er siden rejst et mindesmærke over ham.
Han var gift med Mary f. Büsch (1820-1875) og var fader til Frederik Tesdorpf og Adolph Tesdorpf samt Ida Charlotte Sophie Tesdorph (født 27. oktober 1851 på Orupgård i Idestrup – død i 1939).
- Statue ved Tesdorpfsvej